# Abelícea
Abelícea é uma espécie de sândalo (Zelkova abelicea) da família das ulmáceas, oriundo de Creta, Grécia.
Está ameaçada por perda de habitat.